# Michel Aupetit
Michel Aupetit (teljes neve: Michel Christian Alain Aupetit) (Versailles, 1951. március 23. –) a Párizsi főegyházmegye nyugalmazott érseke, a Francia Katolikus Püspöki Konferencia tagja, orvos.

## Élete
Versailles-ban született André Aupetit és Louise Bâty fiaként. 
Miután letette az érettségi vizsgát, a Necker és Bichat Orvostudományi Karra ment tanulni Párizsba. 1979-től 1990-ig háziorvosként dolgozik. 1990-ben a Szent Ágoston Házba, majd a Párizsi Szemináriumba megy tanulni.
1995-ben Jean-Marie Lustiger bíboros szentelte pappá, és kinevezte Saint-Louis-en-l’Île templom plébánosának. Szentelése után egészen 2001-ig a Marais Közép- és Főiskola lelkésze volt. 1998-tól a Szent Pál és Szent Lajos templomának plébánosa. A Notre-Dame-de-l'Arche-d'Alliance lelkésze 2001-től 2006-ig. 2006-tól 2013-ig a Párizsi főegyházmegye általános helynöke. 2013-ban kinevezik párizsi segédpüspöké, ezt a hivatalát 2014-ig töltötte be. 2013-tól 2017-ig André Vingt-Trois bíboros kísérő püspöke a Bíborosi Kollégiumban. Ebben az időben a Notre-Dame Rádió elnöki tisztségét is betöltötte. 2014-től 2017-ig a Nanterre-i egyházmegye megyéspüspöke. Ferenc pápa 2017 decemberében nevezte ki párizsi érseknek, beiktatására 2018. január 6-án, vízkeresztkor került sor.
Orvosként kiáll a fogyatékkal élőkért, és belekapcsolja őket az egyházmegyei és plébániai életbe.
Aupetit a Szentszék, a Francia Katolikus Egyház és a Francia Kormány közötti párbeszédért felelős csoport tagja.
A Francia Katolikus Püspöki Konferencia bioetikáért felelős tagja.
2020-ban Mgr Aupetit Jean-Marie Duthilleul építésszel olyan történelmi, főleg középkori templomokat keresett fel, amelyeket valamilyen jól átgondolt liturgikus koncepció szerint újítottak fel nemrégiben. Augusztus 7-én meglátogatták a Pannonhalmi Főapátságot is, előtte a németországi Trierben, Hildesheimben, Münchenben és az ausztriai Linzben jártak. Ezekből a templomokból merítenek ihletet a tavaly leégett  Notre-Dame székesegyház belső újjáépítéséhez. 
2021. december 2-án Ferenc pápa elfogadta lemondását a párizsi érseki hivatalról.

## Megszólalásai
Mgr Aupetit nagyhatású szónok, homíliáiban megfogalmazza a válaszokat egyházmegyéje problémáira:
"Most e kérdésekkel állunk szemben: Szégyelljük-e őseink hitét? Szégyenkezünk-e Krisztus miatt?
Igen, e katedrális kultikus hely: ez sajátos és egyetlen egy célja. (...)

Nos, ezekre fontos emlékezni e katedrálissal kapcsolatban. Vajon tudatlanságból vagy ideológiai megfontolásokból valóban szét tudnánk választani a kultúrát a kultusztól? Már a szavak etimológiája is a két kifejezés közti szoros kapcsolatra utal. Hangsúlyozom: a kultúra kultusz nélkül műveletlenséggé, tudatlansággá válik. Ez tagadhatatlan, hiszen minden kulturális és művészi alkotás felsőbbrendű istenség vagy transzcendencia miatt és annak függvényében jött létre. S ha már műveletlenségről beszélek, elég csak látni kortársaink mélységes vallási tudatlanságát, aminek oka, hogy – a laicitásra hivatkozva – az isteni lény fogalmát, sőt magának Istennek a nevét is kizárják a közéletből. Ez a laicitás kizár minden látható lelki dimenziót."

## Címere
Címere fölött zöld érseki kalap van oldalanként 10 bojttal. Ametisztköves, arany-ezüst színű keresztet visel. A pajzs arannyal harántolt, négy részre választott. Felül vörös háttér előtt a Boldogságos Szűz Mária, alul szintén vörös háttér előtt a Párizs címeréből átvett vitorláshajó. A címer heraldikai bal oldalán kék háttér előtt Szent Mihály arkangyal látható kitárt karral. Jobb oldalon három arany liliom van kék háttér előtt. A címer alatt érseki pallium függ. Alatta feliratszalagon rövidített jelmondata: „Ut vitam habeant – Hogy életük legyen”.

## Művei
- Humanae Vitae: Une prophétie (2020)
- Notre-Dame de Paris: Une église et son peuple (2019)
- Construisons-nous une société humaine ou inhumaine? (2016)
- Croire, une chance pour tous: Conférences de Carême à Notre-Dame de Paris (2013)
- L'homme, le sexe et Dieu: pour une sexualité plus humaine (2011)
- Qu'est-ce que l'homme? (2010)
- L'embryon, quels enjeux ? réflexions sur l'embryon, sa place, sa qualité et son avenir pour un vrai débat avant la révision de la Loi de bioéthique en 2009 (2008)
- Incarnation: l'invisible dévoilé (2008)
- Alle soglie dell'eternità. Testimonianze di persone uscite da coma profondo (2007)
- Découvrir l'Eucharistie (2005)
- La Mort, et après ? Un prêtre médecin témoigne et répond aux interrogations (2003)
- Contraception: la réponse de l'Eglise (1999)

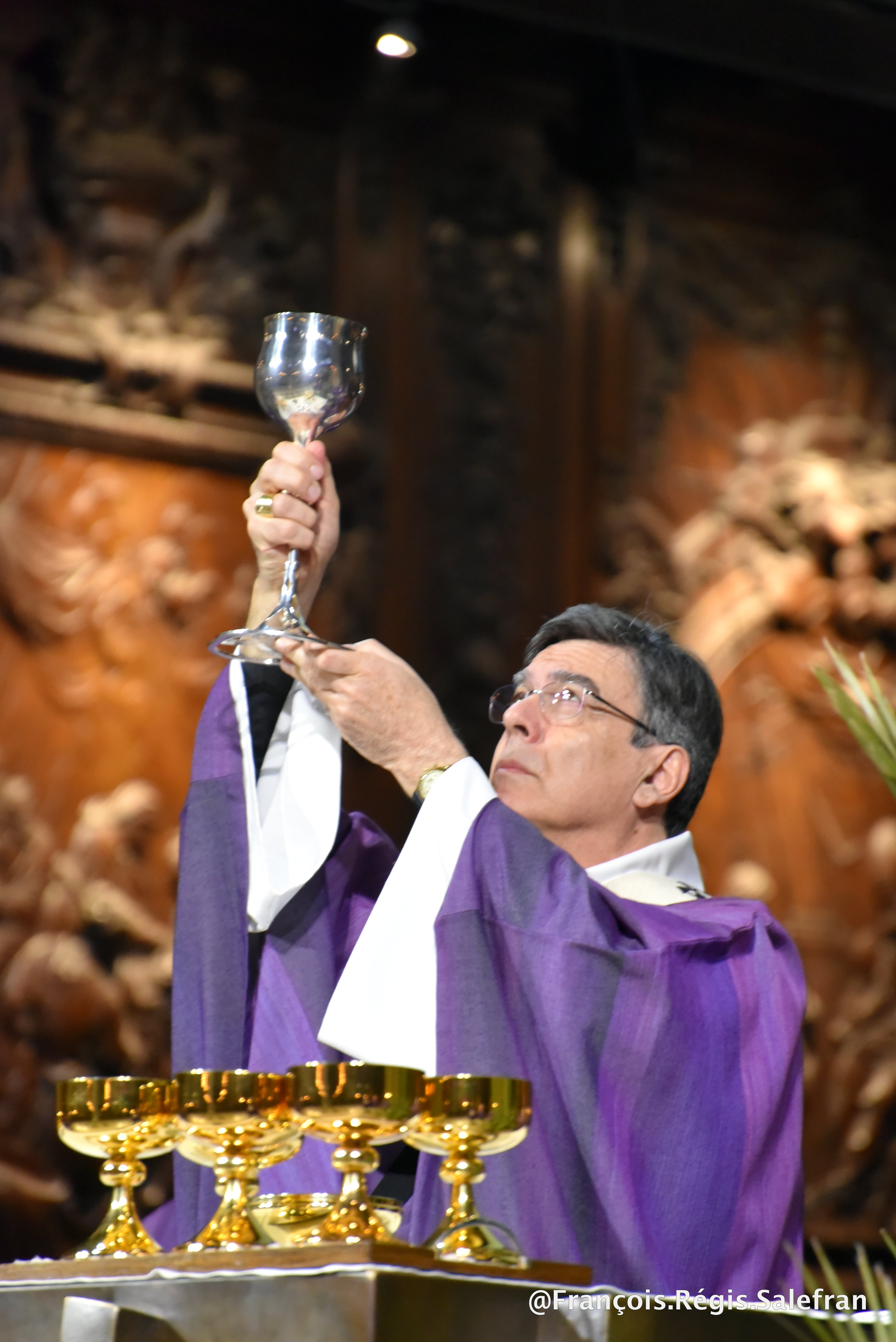
Mgr Aupetit 2019-ben